# Salim Iles
Salim Iles (nacido el 14 de mayo de 1975 en Orán) es un nadador argelino que compite en pruebas de estilo libre. Fue elegido el Deportista Argelino del Año en 1998. Goza de una beca del programa de Solidaridad Olímpica.

## Logros Olímpicos
- Juegos Olímpicos de 2004 - octavo lugar (50 m estilo libre)
- Juegos Olímpicos de 2004 - sétimo lugar (100 m estilo libre)